# Distretto di Kurnool
Kurnool è un distretto dell'India di 3 512 266 abitanti. Capoluogo del distretto è Kurnool.

## Amministrazioni
Il distretto è suddiviso in 54 comuni (detti in telugu mandal) a loro volta raggruppati nelle tre divisioni tributarie di Adoni, Nandyal e Kurnool. I comuni sono (ognuno con il suo numero di codice ufficiale): Adoni (23), Allagadda (38), Alur (25), Aspari (26), Atmakur (11), Banaganapalli (44), Bandi Atmakur (33), Bethamcherla (30), C. Belagl (5), Chagalamarri (39), Chippagiri (53), Devanakonda (27), Dhone (49), Dornipadu (41), Gadi Vemula (32), Gonegandla (20), Gospadu (42), Gudur (6), Halaharvi (54), Holagunda (24), Jupadu Bungalow (15), Kallur (18), Kodumuru (19), Koilkuntla (43), Kolimigundla (46), Kosigi (2), Kothapalli (10), Kowthalam (1), Krishnagiri (28), Kurnool (7), Maddikera (52), Mahanandi (35), Mantralayam (3), Miduthur (16), Nandavaram (4), Nandikotkur (8), Nandyal (34), Orvakal (17), Owk (47), Pagidyala (9), Pamulapadu (14), Panyam (31), Pattikonda (51), Peapally (48), Pedda Kadubur (22), Rudravaram (37), Sanjamala (45), Sirvel (36), Srisailam (12), Tugalli (50), Uyalawada (40), Veldurthy (29), Velgodu (13), Yemmiganur (21).